# Bezalles
Bezalles ist eine französische Gemeinde im Département Seine-et-Marne in der Region Île-de-France. Sie gehört zum Arrondissement Provins und zum Kanton Provins (bis 2015: Kanton Nangis).

## Geographie
Sie grenzt im Norden an Beton-Bazoches, im Osten an Champcenest, im Süden an Saint-Hilliers, im Südwesten an Bannost-Villegagnon und im Westen an Boisdon.

## Bevölkerungsentwicklung
| Jahr      | 1962 | 1968 | 1975 | 1982 | 1990 | 1999 | 2008 | 2013 |
| --------- | ---- | ---- | ---- | ---- | ---- | ---- | ---- | ---- |
| Einwohner | 96   | 84   | 80   | 96   | 117  | 162  | 223  | 252  |

## Sehenswürdigkeiten

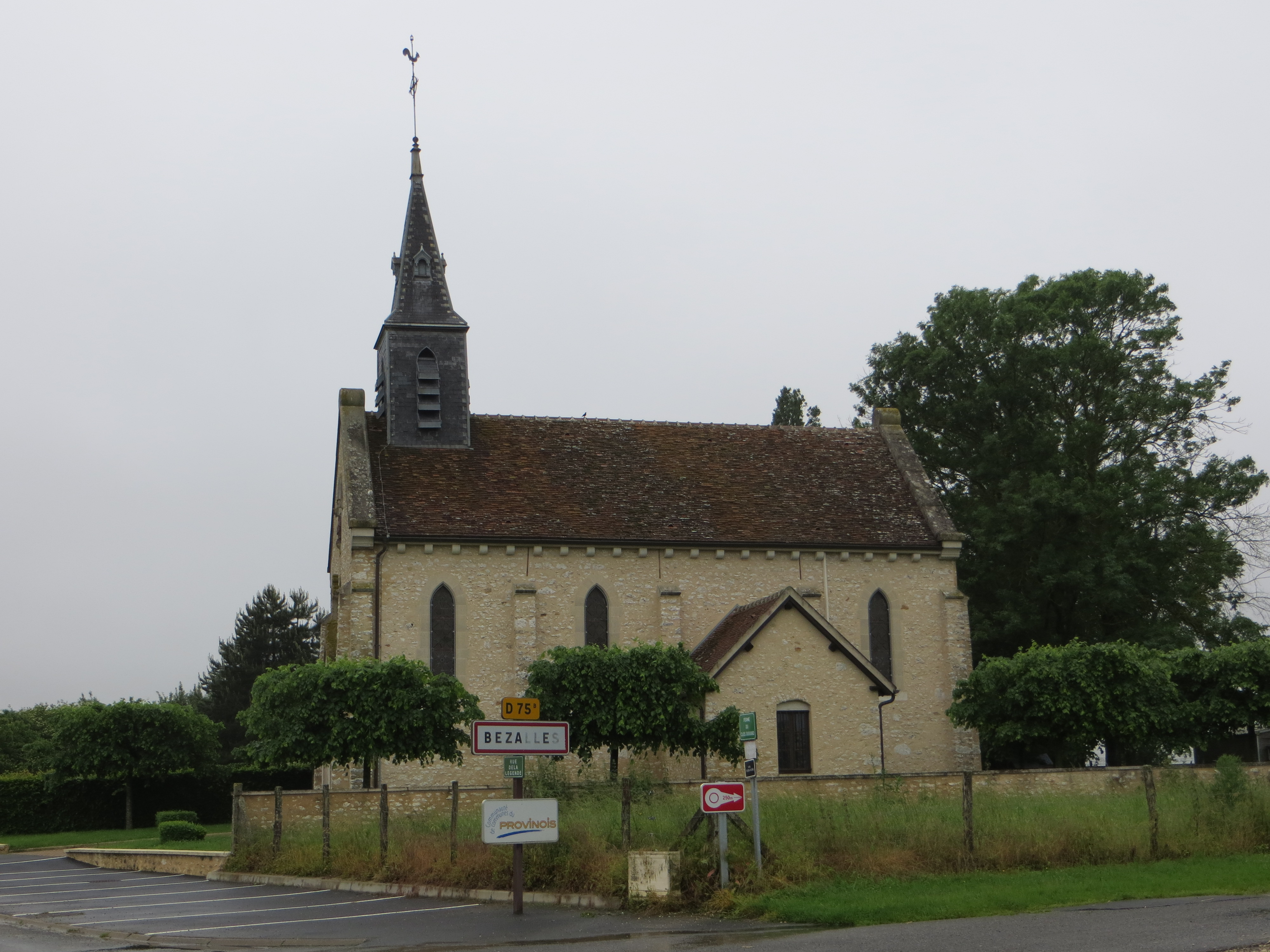
Kirche Sainte-Marie-Madeleine

- Kirche Ste-Marie-Madeleine